# Конвенція про психотропні речовини
Конве́нція про психотро́пні речови́ни (також відома як Віденська конвенція 1971) — це договір ООН, спрямований проти зловживання психотропними речовинами та запобіганню їхнього незаконного обігу. Конвенція підписана у Відні в 1971 році, вступила в дію 16 серпня 1976 року. До 2008 року її визнали 183 держави.

## Історія
Міжнародний контроль за наркотичними речовинами вперше був запроваджений після прийняття Міжнародної Опіумної Конвенції 1912 року, яка обмежила експорт та імпорт психоактивних речовин, похідних від опіатного маку. Протягом наступних п'ятдесяти років було укладено кілька додаткових договорів під егідою Ліги Націй, які розширили список контрольованих речовин, додавши кокаїн та інші наркотики.
Контрольовані психотропні речовини, залежно від терапевтичної цінності і потенційного ризику, пов'язаного з їх вживанням, діляться на чотири списки:
- Список I — речовини, що мають галюциногенні властивості, дозволені до застосування в наукових, і обмежено, в медичних цілях.
- Список II — речовини, що мають значний адиктивний вплив на організм людини та речовини, зловживання якими широко поширене, але вони мають також властивості, що дозволяють використовувати їх в терапевтичних цілях.
- Список III.
- Список IV.

Станом на листопад 2008 року під міжнародним контролем знаходяться 116 психотропних речовин.
Речовини зі списків II, III, IV продаються виключно за рецептом лікаря. На етикетках і супровідних паперах мають бути надруковані вказівки щодо їх використання, включно з необхідними попередженнями та застереженнями. Реклама цих речовин заборонена. Використання речовин, внесених до списку I, можливе лише в медичних або науково-дослідних установах, що перебувають під контролем уряду або за спеціальним дозволом.